# 阿尔弗雷德·金赛
阿尔弗雷德·查尔斯·金赛（Alfred Charles Kinsey，1894年6月23日—1956年8月25日），一译金西，是20世纪美国的生物学家、昆蟲學和動物學教授，以及人类性科学研究者。他因自身所出版的《男性性行為》和《女性性行為》——統稱「金賽報告」，還有「金賽量表」而知名。金赛針對於人類的性學研究為性學這一領域奠基。他的研究影響了美國乃至全世界的社會和文化價值。
金赛早年就讀於哥倫比亞高校，其後在父親壓力下被迫升讀史蒂文斯理工學院學習兩年工程學。最後在1914年不顧父親的反對，轉學至緬因州不倫瑞克的鮑登學院並在那主修生物學。兩年後以優等成績完成了生物學和心理學的學習。隨即在哈佛大學的博思研究所繼續他的研究生生活。1919年，他完成了關於五倍子蜂的博士論文，並被哈佛大學授予自然科學博士的學位。
金賽在1920年正式獲聘為印第安納大學的動物系助理教授。在1926年時出版了一本被廣泛使用的教科書——《生物學入門》（An Introduction to Biology）。出版後3年晉升為教授。1938年時成立委員會負責並組織新開設的婚姻課，並把其中的三個講座留給了自己講授。這亦成為了他進行性研究的動機。在經過多年調查後，最終分別於1948年及1953年出版《男性性行為》（Sexual Behavior in the Human Male）和《女性性行為》（Sexual Behavior in the Human Female），轟動一時，亦令金賽在1953年登上《時代》雜誌的封面，但該研究内容引起了不少爭議。他其後於1947年在印第安納大學設立一所性學研究所，該研究所現在被稱為金賽性、性別與生殖研究中心。
金賽是雙性戀者，並在1921年6月娶麥克米倫為妻:23:131。個人興趣包括園藝及鋼琴演奏，初期他會邀請大學同事觀賞他的鋼琴演奏。

## 早期生活和教育
金赛于1894年6月23日出生在新泽西州的霍博肯:11，父母分別為薩拉·安（Sarah Ann）和阿爾弗雷德·贝圭英·金賽（Alfred Seguine Kinsey）:16-17。他是家中三个孩子中的长子。他的母亲只受过很少的教育:17，她的文化程度只有小學四年級:4；他的父亲則是史蒂文斯理工學院的教職人員:3-4。
他的家庭并不富裕。因此，家中常常无法支付孩子的医疗费用，这直接导致了金赛在身患各種疾病時不能得到足够的医治，如佝偻病、风湿热以及伤寒:15。金赛的健康記錄顯示：他後來因在戶外活動曝露於陽光下而得以好轉（曝露於陽光下的時間不足是佝偻病的常見原因，比起缺乏維生素D這一原因更為常見），他的至少一部分童年住在不衛生的環境下。佝僂病導致了金赛的脊柱彎曲，因而令金賽在1917年美軍為第一次世界大戰征兵时沒被征召。
金赛出生於宗教氣氛濃厚的家庭:5。他的父母都是非常虔誠的基督教徒:5，且都是屬於比較保守的加爾文教派:5。他的父親是当地教会最虔诚的教徒之一。年幼時，金賽大多數社交生活的對象是教會其他成員:27。在父母討論宗教時，金赛經常默默的旁听。他的父亲管教非常之严厉，比如星期天除了與宗教相關的活動外，其他娛樂活動都因為需按教義，不能在該天使用上帝没制造出來的東西:5，以及其他生活上的小細節。
1904年金赛10歲時，他們一家搬至埃塞克斯郡的南奧蘭治:25；在那段日子，他開始对大自然感兴趣:37，並熱愛閱讀關於自然歷史的書及收集動物標本:37，他还很喜欢野营，曾经与當地的基督教青年会（YMCA）一起出去野营:41。他非常喜欢那里的活动，以至于学生时代结束后，他决定专职为这个组织工作。甚至他的心理学学士论文也与此兴趣有关，但其後在大學的生物學導師鼓勵下放棄了基督教青年会的工作:84。金賽於17歲時加入了童子军:42。他的父母对此非常支持，而且自己也加入进来。因为在那个时代，童子军是根据基督教的教义成立的。金赛在那里非常勤奋，1913年就拿到了鹰级童军的等级，這使他成為最早的鹰级童军之一。他早期的疾病使他的心脏受到了一些损害，不过金赛在他的大部分早期生活中，进行了大量的徒步活动，如在背上行囊的情況下步行10-20英里去考察植物和昆蟲:8。
在他的中学时代，金赛是一个沉默并且非常用功的学生。當他在哥倫比亞高校上學時，他投入了大量的精力到學業和学习钢琴上:8:31。他曾经考虑去做钢琴家:32，但是他最終漸漸放棄了成為職業音樂家的願望:32，决定去进行科学研究。金賽能花大量的時間於學習上的能力是其一大特點，这一特点使他在學院及他的職業生涯上表現出較为出色的表現：金赛高一時每科成績都超過90分；高二時亦因成績優異而成為唯一獲取書卷獎的學生:29。金赛虽然在中学时期没有很多的社会交流:39，但是他在学业上的能力使他获得了尊敬。也是在那里，他开始对生物学感兴趣:29。金赛认为，他的中学生物教师娜坦莉·若絲（Natalie Roeth）对他决定成为一个科学家以及日後的成功有着很大的影响:9。在哥伦比亚中学毕业后，金赛向父亲提出去大学学习植物学专业。他的父亲没有同意，最后还是在父亲的強迫下:12，只申請了史蒂文思理工学院，並於1912年入讀該校技術學院学习工程学:12:65。金赛因不喜工程學，故在那学习成績不是很好:12:65-66，且明白工程學非其專長領域:12。後來他轉學至緬因州不倫瑞克的鲍登学院，並在那主修生物學。
1914年，金赛进入了鮑登學院並選讀生物:73，在那里他在曼頓·科普蘭（Manton Copeland）的指导下开始了对昆虫的研究，並被校內八個兄弟會之一的澤塔賽兄弟會所取錄:81，他在大學的大部分時間都住在澤塔賽兄弟會的活動場地——澤塔賽屋。两年后，金赛被选为美国大学优等生之荣誉学会，并且以优等成绩完成了生物学和心理学的学习。從鮑登學院開始，他的父親便沒再出席金赛的畢業典禮，可能是由於他反對他兒子的職業選擇和研究的跡象。其後他在哈佛大学的博思研究所继续他的研究生生活:17:92-93，这是一个拥有美国最重要的生物学研究项目的学院。在那里，他师从在昆虫学方面有着重要成就的科学家——威廉·莫頓·惠勒，继续进行生物学的研究:17-18。惠勒對金賽的影響很大，日後金賽在教授他的研究生時仍會引述惠勒的話，在其著作中仍大量地引用惠勒的資料:97。
金赛的博士论文是关于五倍子蜂的，且共有250頁:19:106，他以极大的狂热开始进行五倍子蜂的标本采集工作。金赛在这一阶段进行了大量的旅行，开展了26次的详细测查，收集了上百万隻五倍子蜂个体的样本。他的这种研究方法对科学界有着很重要的贡献。1919年，他被哈佛大学授予自然科學博士的學位:107，并且在1920年，由设在纽约的美国自然博物馆的赞助下，出版了几篇论文，将五倍子蜂介绍给整个科学界，详述了它的进化史。在金賽去世後兩年，他的妻子把金賽一生所收集的750萬昆蟲樣本都送給了美國自然歷史博物館，其中五倍子蜂的樣本便佔了約150萬:37。

## 教師生涯
金賽在1920年5月到了布魯明頓的印弟安納大學面試，在當時的印弟安納大學研究所教務長兼動物系主任卡爾·艾根曼（Carl H.Eigenmann）的大力推薦下，金賽在同年8月1日正式獲聘為該大學的動物系助理教授:112-113，獲聘後亦因自身堅持己見的特點跟同事發生不少衝突，如批評他的同事兼淡水生物學家威爾·史考特的教學，還在學務會議中建議撤換他:142。
金賽相信親身觀察自然會给到學生從課本上看不到的東西，故每學期都親自帶領修續普通生物學的學生進行1-2次的長途田野考察:149。金賽亦常跟學生進行即席問答及要學生為自己的答案辯解:152，在期末考時还故意拿出錯誤的文章以證明箱子內的五倍子蜂只有兩種（實際為三種），測試學生能否堅持己見:152。
金赛在1926年10月曾出版了一本被广泛使用的教科书——《生物学入门》（An Introduction to Biology）。該書贊同演化論並於入门级别統合之前分立的动物学和植物学兩領域。 ，他亦在1929年晉升為教授。金賽還在1943年和梅里特·林登·弗纳尔德共同出版《美國東北部的食用野生植物》（Edible Wild Plants of Eastern North America）。在1919-1920年，該書的原稿就在編寫中，當時金賽還是一個在博思学院進行研究的博士研究生；梅里特則正在阿諾德樹木園工作。

### 婚姻課
在1938年，印弟安納大學的新任校長威爾斯把由女學會代表提出的要求開設婚姻課的申請呈交董事會，經投票後該申請獲得通過。威爾斯其後寫信予金賽，充許金賽成立委員會負責並組織該課程:260-261:40。婚姻課的內容涵蓋了生物、心理、經濟、社會等各層面:40。金賽把其中的三個講座留給了自己講授，佔全部課程的四分之一:40，包括「社會的生物學基礎」:262:40、「生殖解剖與生理」:264:40以及「個體變異」:266:40。「社會的生物學基礎」這一課中，金賽先討論人类以外的物種的性行為，並以此質疑宗教及社會對個人的約束，認為「社會對个人的約束已經過分到危及社會自身基礎的地步。」，接着批評維多利亞道德對性的忽略，令大多數新婚夫婦性知識薄弱:263。他還在講課時指出「我在這裏給各位所上的生物学知識，在一个無禁忌的社会裏，12岁的小孩就應知道了」:263；第二堂講課「生殖解剖與生理」中，金賽把射精分为六个階段：刺激、潤滑、勃起、更加敏感、高潮、紓解，並以此講授予學生，再加以真實的性器官特寫圖片作輔助說明:264；在最後的講課「個體變異」中，金賽利用了「常態分佈曲線」去說明男女性器官的个体差異，以及指出因為幾乎所有性倒錯很少有礙別人，故以生物學角度來看，不能把其稱為異常:266-267。選修婚姻課的學生其後成為了金賽報告的第一批研究對象:40。
當時的學生對婚姻課反應普遍不錯，以至有學生認為「這是我上過最棒的課。」:43、「這是數十年學校裏最大的事件」:271、「這是學校的課程中最不可或缺的一門課」:43，甚至他們凡後在性方面出現問題，都因婚姻課上金賽的表現，而找其幫忙解決:46。但金賽的教授方式亦遭上保守勢力的反對，當時在布魯明頓的牧師們認為金賽毫無保留地教授學生性知識等同教唆青年犯罪，故紛紛聯署要求停辦課程:46；印第安納大學医学院的細菌学教授索曼·賴斯則認為金賽在課中所使用的幻灯片具有很大的挑逗性，令学生在性方面放纵自己:47。
在各方压力下，威爾斯在1940年要金賽在講課與性史搜集中只能選擇其中一個，金賽於是在1940年9月寫信给他，說自己放棄了婚姻課的教學:48:331-332。

## 性學研究
金賽以前在父亲對性的禁錮之下受到他日後認為不必要的折磨:32-33，以及在前人的研究影響之下:34-35，對性行為研究產生興趣。並以婚姻課作契機，正式开展了對人类的性行為研究:36-37：在婚姻課前來咨詢的學生中，金賽常因缺乏关於性方面的統計資料而缺乏把握去給他們所問的問題作一個讓人滿意的回答:37:278。
金賽在1938年7月獲得最早的性史記錄，到了秋季班时已蒐集了62份記錄，基本都是从修讀婚姻課的学生中得來:280。後把範圍扩大至所有修讀婚姻課的学生，要求他們都填寫一份問及个人性史的問卷:282:40，再扩大至自己所教授過舊生和好友:282。在过程中他發現訪談更能引出实情、更有助建立互信关係、更具互動性以及更能保障私隱，故此蒐集形式从問卷轉至訪談:283:50-52。
金賽其後發展出一套記錄系統，其核心是一系列的符碼，它「在一位經驗豐富的密碼學者的幫助下」而誔生:290，當中包括「數字、字母，以及在生物學、化學、物理學等科學常用的符號，還有自行發展出來的記号」，令受訪者的性史記錄完全保密:290。同時發展出一套訪談技巧，如從眼神和姿勢中得知受訪者是否說謊；一旦怀疑受訪者在說謊时便会停止訪談並嚴加斥責；並以身體語言來傳達對受訪者的認同:291-292。
1939年下半年，金賽先後來回芝加哥達六次:55，经由「中間人」去訪問当地的同性戀圈子:297；金賽亦接到了不少來自同性戀圈子的求援，但他對一些問題亦表示無力解決，如当中有人被捕时，他只能寫一封慰問信及寄予他一些錢:307。金賽在12月时已蒐集了總共590个个案:312。其後亦訪問了妓女、美國基督教青年會的員工等人的性史:55。
1940年時，金賽以他的職薪、他所編寫的高中課本及手冊的版稅去支付他的研究費用，內容包括汽油、食宿等外出开支，以及要求妓女和年輕人進行訪談時給對方的一兩塊錢謝費:337。1940年12月，他已蒐集了1700个个案，以及正式向性問題研究委員會提出经費申請:344。該申請於1941年7月獲得通過，批准委員會發給金賽一個年度1600美元以用於研究:348-349:57，威爾斯亦在1941-1942学年给予金賽1200美元:349。他其後以这筆錢聘請克萊德·馬丁回來協助自己的性研究:316-317:57，馬丁亦是印弟安納大學的學生兼金賽的花園的園丁:57:316，及後雇用格連·瑞姆塞:383。1942年时，金賽向委員會申請加大经費至7500美元:349:57，於同年4月獲得通過:351，在申請中他提到了自己總獲得的个案已達2800件:349，並已把所有記錄以机器處理:350。1946年4月，金賽獲得洛克斐勒基金会为期3年共12萬美元的資助:371，其後基金会維持對金賽每年4萬美元的資助直到1954年:57。1946年結束前，金賽再聘請了接受幾個月訪談訓練的人类學博士保羅·加布海特協助研究:399-403。
1947年，印第安納大學的董事之一喬治·漢利與校務長共同擬定法人組織章程，創立「性學研究所」，令金賽可以在那取得研究材料及研究个案史等:374-375。

### 金赛报告
金赛於1945年开始編寫男性卷，但在起始不久后便病倒了，金賽把自己的病歸因於身體的疲勞；金賽在編寫男性卷时会先分析自己的數據，後再回顧二次文獻，一旦文獻不符自己的數據时便會棄用，他亦很少接受員工的批評——整個編寫过程耗費兩年:417。
男性卷總共有173幅圖及162个圖表:418。他的研究被視為為性學家及大眾鋪平了更深入地探索性的道路，以及解放女性的性活動。例如金賽的研究质疑了「女性一般没性欲」以及「陰道高潮多於陰蒂高潮」这些概念。在这项工作中，他制定出了一套被称为金赛量度的体系来判断被测试者的性取向。这套体系的打分从0到6，0代表完全的异性恋，而6是完全的同性恋。後來又加上了象徵無性戀的「X」。
他所寫的《男性性行為》（Sexual Behavior in the Human Male）於1948年出版，《女性性行為》緊隨其後，于1953年出版。金赛的书立刻登上了图书销售的榜首，并且使他迅速成名。同时，他的书的销量经久不衰。关于他的文章出现在《时代》、《生活》等杂志。金赛的报告直接导致了一场辩论的风暴，并且普遍被认为是1960年代性解放的导火索。印第安纳大学的校长Herman B. Wells为金赛的研究进行了辩护，这也引发了一场有名的关于学术自由的讨论。

### 争论
金賽的研究超出了理論和訪談的範圍，包括對性活動的觀察和參與，有時還連同事也要參與其中。金賽認為這些有關性的實驗是合理且是必要的，以令他的研究有足夠可信度。並鼓勵他的員工參與，最終他的員工从事了廣泛的性活動，目的是要研究他們感到舒服至何种程度。他認為，這將有助於他在訪談中了解被訪談者的反應。作為研究的一環，金賽亦對性行為進行拍攝，包括在他家的閣樓的同事所進行的。傳記作家喬納森·盖索恩 - 哈代解釋說，這樣做是為了保證影片的保密性，若此事街知巷聞，便會構成一單醜聞。《阿爾弗雷德·C·金賽：公眾/私人生活》（Alfred C. Kinsey: A Public/Private Life）的作者詹姆斯·H·瓊斯（James H. Jones）和英國精神病學家西奧多·達爾林普爾（Theodore Dalrymple）等人推測，金賽是是受到他的性需求所躯使，才對性行為進行拍攝。
一些在金賽報告的數據在科學界和精神病學界引起爭議，因金賽決定採訪的志願者可能在一般人口中沒有代表性。
金賽亦收集來自世界各地有關性的物品。當美國海關繳獲了一些遞給金賽的色情電影時，令他得到了海關方面的注意。在他去世前，這件事在法庭上得以解決。金賽還在《男性性行為》寫中利用數據記錄了前青春期的高潮。這些資訊來自對超過300名2個月至15歲大的孩子性高潮時的觀察。據金賽性、性別與生殖研究中心的說法，資料來自成人的童年記憶，和家長或老師的觀察。金賽指出他自己還採訪了與兒童有過性經歷的九名男子，九名男子都告訴了金賽孩子的性反應和行動。當时很少人注意到金賽研究的这一部分，但過了40年後，金賽从哪獲得这些資料變成了一項問題。據後來透露，金賽從單一戀童者手上獲得數據，並以它作為各種參考來源。金賽为了讓受訪者「在這項禁忌的項目如實作答」，金賽了解並確保了他們的保密性和匿名性。金賽研究所寫道，在表31-34關於兒童的數據是從一個男人的日記得來，而有關的記錄亦开始得早於金賽報告。
瓊斯寫道，金賽的性活動影響了他的研究工作：訪問了過多的囚犯和妓女，把一些單身的人歸類為「已婚」，並指出他所訪問的男同性戀人數不與大眾人口成比例，这可能令他的研究失去真實性。雖然他的研究一直被批評忽略了非裔美國人的取樣，但他的男性性行為多次提到受訪者中包括美國黑人。歷史學家韋恩·布洛寫道，數據後來被重新詮釋，剔除了囚犯和從完全的同性戀樣本中得來的數據，令它不會出現已被扭曲的數據。金賽可能訪問了過多的同性戀者，但布洛認為這可能是因為同性性行為被污名化和需要詳細了解。金賽在1946年至1956年的同事保羅·格布哈特，他亦是第二任金賽研究所的主任，在二十世紀七十年代時，保羅試圖證明金賽的工作，移除一些被指偏頗同性戀的嫌犯數據。之後他重新計算金賽博士的研究結果，並發現原來和更新的數字之間只有細微的差別。

## 私人生活

### 婚姻和家庭

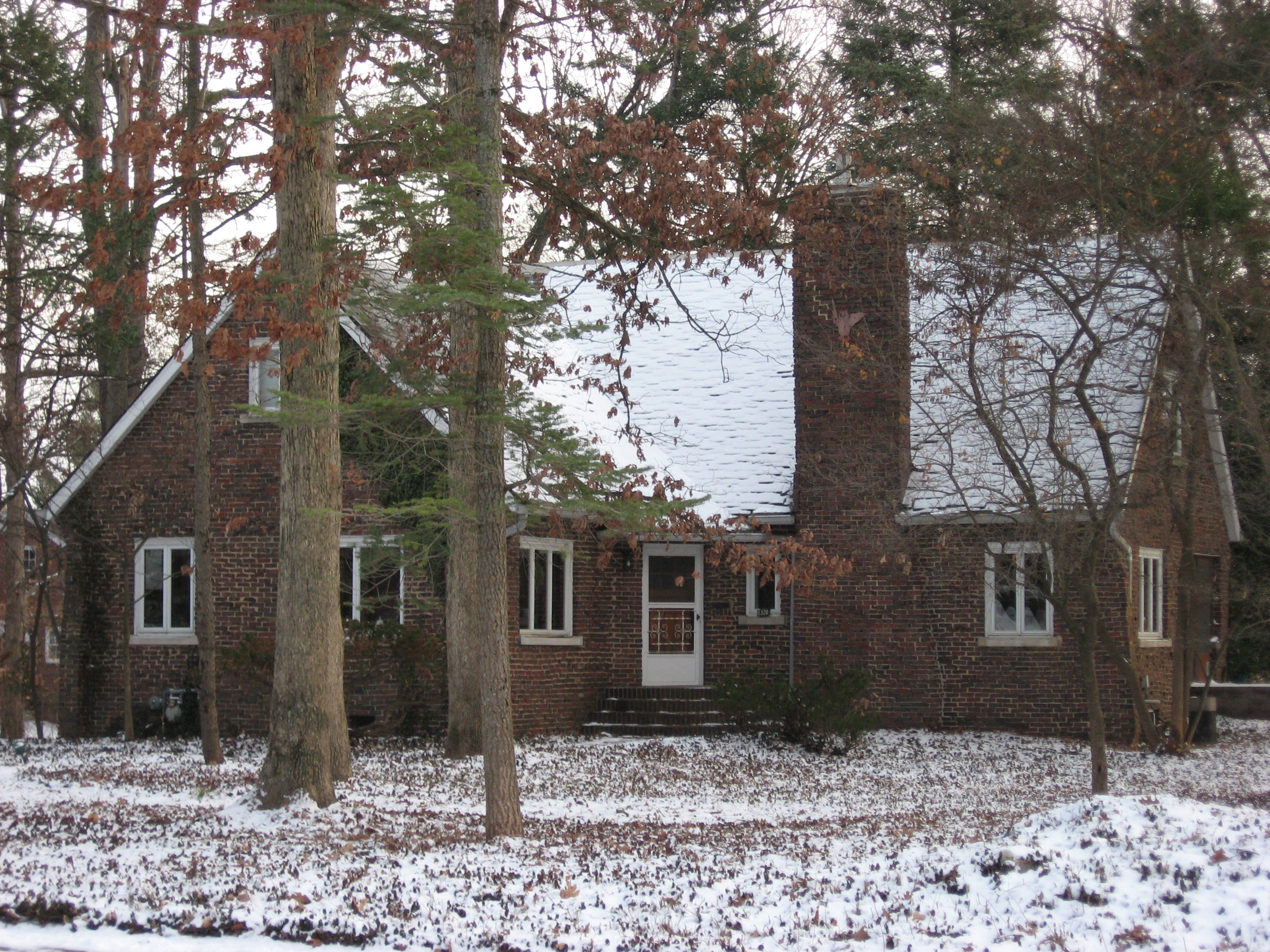
金賽在布盧明頓的家

金赛在1921年6月娶麦克米倫为妻:23:131，他們第一次見面的時間是1920年4月，金賽到印第安納大學面試的時候:24；其後於1921年的情人節訂婚:126。金赛的父親就如金赛的大學畢業典禮一樣，不出席他們的婚禮。他们有四个孩子。他们的第一个孩子——唐納德——在1927年死于1型糖尿病的并发症，当时他仅仅不到五岁，只有3歲9個月:189。安（Anne）1924年出生，乔安1925年出生，1928年，他们有了第四个孩子布鲁斯:188。
金赛是双性恋者。在金賽年輕时，他會以物品插進尿道的方式來懲罰自己對同性有感覺。他和她的妻子都容許對方與他人發生性行為。金赛曾與其他男性發生性行為，包括他的學生克萊德·馬丁。
金賽的房子是由他親自設計:196，建於印第安納州布盧明頓醋山附近的第一街1320號。在那，他可以發揮對園藝的濃厚興趣。:197

## 去世
金赛于1956年8月25日去世，享年62岁。死因据称为心脏疾病以及肺炎。紐約時報在1956年8月27日刊登了以下社論：
阿爾弗雷德·金賽博士的不幸逝世，令美國少了一名重要、有價值以及具爭議性的人物。無論是對他的發現的反應，還是其中一些人的不正當使用－事實依然——起初還是最後，他仍是一名科學家。從長遠來看，他對當代思想的貢獻價值，可能比起他所使用的方法和其應用之道的價值為少。任何研究性問題的科學方法都是極為困難，因為這個領域被道德戒律、禁忌、個人和團體的教育，以及長久以來的行為模式深深地覆蓋著。其中一些本身可能是好的，但它們對能獲得真相的科學和經驗方法毫無建樹。金賽博士以客观縝密的態度切斷了這種遮掩。他的研究是認真和全面的。當然，它會因他的死亡而受到嚴重挫折。讓我們真誠地希望，啟發該研究的科學精神不會受到類似的損害。

## 媒体上的金赛
1948年時，《男性性行為》的流行使媒體對金赛產生興趣。《時代雜誌》宣稱「事實上，自亂世佳人後，書店再也没見過這樣的事情。」首個關於金赛的流行文化在《男性性行為》出版後不久便出現；瑪莎·雷伊的歌曲「噢，金赛博士!」（Ooh, Dr. Kinsey!）就賣了50萬份。收錄於獲得托尼獎的百老匯音樂劇——吻我，凱特中的科尔·波特的歌曲「Too Darn Hot」，其致力把金賽性學報告的分析和「一般男人最喜歡的運動」聯繫起來。1949年時，梅·蕙絲回憶很少說出「性」這個單詞的那段日子，對金賽說「對我而言，那個人讓這（指說出「性」這個單詞）變得容易。」
《男性性行為》的出版更引來大量的新聞報導：金賽亦在1953年8月24日登上《時代》雜誌的封面。該新聞雜誌以兩篇文章重點介紹他：一篇側重於他的研究、事業和新書，另一篇則側重於他的背景、個性和生活方式。在雜誌的封面畫像中，「花、鳥以及蜜蜂圍繞着金賽，他的領結以女性符號裝飾 。」首篇文章的結論如下：「據一對热衷者所言『金賽……為性所做的事，就如哥倫布為地理所做的事一樣』……剛發現我們忘了哥倫布登陸時他不知道自己在哪裡……金賽的研究包含了很多有價值的東西。」同年，金賽在電視節目傑克·本尼秀的一集中（1953年9月15日）露面，其中他和他的研究被寫在關於本尼對瑪麗蓮·夢露的幻想的草图上，她亦是該節目的嘉賓。

## 後續影響
在《女性性行為》出版後，一位稱為「金賽博士」的角色在1953年9月15日出現於電視劇傑克·本尼秀中，該角色戴着蝴蝶結並在訪問一名乘坐遊輪離開夏威夷的年輕女子。當「金賽博士」向杰克·本尼表明身份後，本尼尷尬地走開了。
21世紀初，人們再次對金賽感興趣。在2003年，劇院公司「Theatre of NOTE」放映了史蒂夫·摩根·哈斯克爾（Steve Morgan Haskell）的戲劇，該戲劇命名为「他媽的黃蜂」（Fucking Wasps），它是一部關於金賽一生的戲劇。一部名为《性博士》（Dr. Sex）的音乐剧于2003年在芝加哥首映。金赛的生活被2004年的电影（Kinsey）重述，由連姆·尼森主演金赛，劳拉·琳尼扮演他的妻子。同年，T. C. Boyle的小说《内心的轮回》（The Inner Circle）出版。PBS电视台在2005年推出一部纪录片，亦名为《金赛》（Kinsey）。
在2012年，金賽入选了纪念LGBT历史和人物的Legacy Walk。